# Владимирський Ігор Анатолійович
Владимирський Ігор Анатолійович (09.05.1988, Київ) – доктор фізико-математичних наук, український науковець у галузі фізичного матеріалознавства, директор Навчально-наукового інституту матеріалознавства та зварювання імені Є.О. Патона, професор кафедри фізичного матеріалознавства та термічної обробки Національного технічного університету України “Київський політехнічний інститут імені Ігоря Сікорського”.

## Життєпис
У 2005 році закінчив ліцей №142 м. Києва і вступив на кафедру фізики металів інженерно-фізичного факультету Національного технічного університету України “Київський політехнічний інститут імені Ігоря Сікорського”. У 2009 році здобув диплом бакалавра за спеціальністю інженерне матеріалознавство, а у 2011 році – диплом магістра з фізичного матеріалознавства. Того ж року вступив до аспірантури, навчання в якій завершив 2014 року, захистивши на засіданні спеціалізованої вченої ради при Інституті металофізики ім. Г.В. Курдюмова НАН України дисертацію на здобуття наукового ступеня кандидата технічних наук за спеціальністю металознавство та термічна обробка металів. У 2021 році здобув вчене звання старшого дослідника. Доктор фізико-математичних наук за спеціальністю фізика твердого тіла від 2022 року. 
Обіймав низку посад в Національному технічному університеті України «Київський політехнічний інститут імені Ігоря Сікорського» – асистента, старшого викладача, доцента кафедри фізики металів, у 2020 – 2022 роках працював заступником начальника науково-дослідної частини університету, з 2022 – директор Навчально-наукового інституту матеріалознавства та зварювання імені Є.О. Патона, за сумісництвом – професор кафедри фізичного матеріалознавства та термічної обробки.

## Наукова і педагогічна діяльність
Основний напрям наукової діяльності – виявлення закономірностей дифузійних і дифузійно-контрольованих процесів у нанорозмірних плівкових металевих композиціях різного функціонального призначення, зокрема –дифузійного формування нанорозмірних магнітних матеріалів з унікальними властивостями.
Співавтор більше 45 наукових статей, опублікованих у журналах, що індексуються наукометричною базою Scopus, монографії «Дифузійне формування нанорозмірних матеріалів на основі FePt» (Наукова думка, 2017 р.), підручника «Механічні властивості та конструкційна міцність матеріалів» (Політехніка, 2023 р.). За його наукового редагування опубліковано 2 випуски збірника NATO Science for Peace and Security Series B: Physics and Biophysics видавництва Springer – «Modern Magnetic and Spintronic Materials» (2020) та «Functional Magnetic and Spintronic Nanomaterials» (2024).
Керівник низки успішно виконаних та виконуваних наукових проєктів, що фінансуються вітчизняними та міжнародними проєктно-грантовими фондами – Міністерством освіти і науки України, Німецьким дослідницьким товариством DFG, програмою НАТО «Наука заради миру та безпеки» та ін. 
Співкерівник та голова організаційного комітету наукової конференції «Functional Spintronic Nanomaterials for Radiation Detection and Energy Harvesting», яку проведено з 25 по 27 вересня 2023 року на базі Національного технічного університету України «Київський політехнічний інститут імені Ігоря Сікорського» за фінансової підтримки програми НАТО «Наука заради миру та безпеки».
Член Вчених рад Національного технічного університету України «Київський політехнічний інститут імені Ігоря Сікорського» та Навчально-наукового інституту матеріалознавства та зварювання імені Є.О. Патона, член спеціалізованої вченої ради із захисту кандидатських та докторських дисертацій, член редакційної колегії наукового журналу «Металофізика та новітні технології».

## Відзнаки
Лауреат Премії Президента України для молодих вчених у 2022 році за роботу «Нанорозмірні плівкові структури з магнітними і немагнітними шарами для сучасних технологій спінтроніки та наноелектроніки».